# Bio dom
Bio dom je bil manjši objekt, ki ga je ustvarila Nasa, in v katerem bi lahko živela ena oseba v popolnoma funkcionalnem habitatu. Eden od učinkov projekta so rezultati 107 hlapnih organskih spojin (HOS), izpuščenih plinov iz sintetičnih spojin, ki so sestavni del SL-3. Vendar pa študija o kakovosti zraka ni bila edina tema projekta, saj je bil del raziskav tudi v zaprtih izoliranih ekosistemih za preživetje.
Objekt je še vedno v uporabi, ko to pišem in je tlakoval pot za ustvarjanje samostojnih ekosistemov za preživetje.

## Izgradnja
Gradnja Bio doma je bila zaključena leta 1989, gradbeni materiali pa so vključevali sintetiko, ki je izpuščala omenjeni HOS. Bio dom sam spominja na mobilno hišico z dnevnim prostorom ter prostorom za obdelavo človeških odpadkov in zraka. Čeprav ni povsem zrakotesen, kot je to Biosfera 2, je struktura zasnovana za maksimalno zaprtost zraka in energije. To je presenetljivo, glede na to, da so bile notranje stene oblikovane iz plastičnih plošč z 30 cm izolacije iz steklenih vlaken.
Bio dom je življenjski prostor, namenjen eni osebi in rastlinam, ki bi se nahajale v prostoru za pomoč pri čiščenju zraka. Poleg rastlin je bil nameščen tudi prototip ventilatorja podprt z rastlinskim filtrom. Filter je imel zmogljivost za odstranitev plinov iz prostora s primerjavo 15 standardnih lončnic.
Bio dom je bil opremljen z nadzornimi linami za odkrivanje HOS, ki so bile izmerjene z uporabo masnega spektrometra / opreme plinskega kromatografa.
V poskusih glede odpadnih voda je objekt opremljen s PVC cevmi in ultravijolično opremo.

## Uporaba
Bio dom je bil uporabljen za različne poskuse:

### Čiščenje odpadnih voda
V svojem bistvu se je Bio dom osredotočil na alternativno nekemično metodo uporabe čiščenja odplak, s pomočjo vodnih rastlin, ki niso užitne. Vodne in obvodne rastline so bile izbrane na podlagi njihovih že znanih sposobnosti za ravnanje z odplakami. Druga uporaba za rastline, ki se uporabljajo pri obdelavi odpadnih voda, je njena uporaba za kompost, kar je izvedljivo, saj so rastline rastle, medtem ko je nastajalo vedno več odplak.

#### Sredstva
Vse odpadne snovi, kot so iztrebki in urin, so bili preusmerjene skozi preluknjane PVC cevi, tako da so lahko vstavili korenine vodnih / obvodnih rastlin. Na različnih mestih toka se je voda preučila (čeprav ti posebni rezultati niso na voljo). 
Za zagotavljanje popolnega uničenja mikroorganizmov je bila predelana voda izpostavljena ultravijoličnemu sevanju.
Predelana voda se je nato uporabljala kot voda za stranišče in čistilne naprave, ne pa za prehrano.

#### Uporabljene rastline
Ugotovljeno je bilo da, imajo rastline ali natančneje korenine vodnih rastlin sposobnost filtriranja (denimo močvirnate rastline, trsje in perunika). Kot pojasnjuje Wolverton:
"Ko se odplake počasi filtrirajo skozi vodne korenine rastlin filtrirnega sistema, se zgodijo zapleteni biološki procesi, ki potekajo v času čiščenja odpadne vode. Simbiotično razmerje, ki se normalno vzpostavi med rastlinskimi koreninami in mikroorganizmi, ki živijo na in okoli teh korenin, je zelo zapleteno in pomembno za čistilni proces. Ta proces ne samo odstrani organske kemikalije, ampak prav tako prispeva k zmanjšanju drugih onesnažil, kot so patogene bakterije in virusi. Izkazalo se je, da korenine vodnih rastlin (kot so močvirnate rastline, trsje in perunika) izločajo snovi, ki lahko delno ali v celoti ubijajo patogene bakterije, vendar ne škodijo koristnim bakterijam. Aerobno območje okrog vodnega koreninskega sistema lahko tudi podpira, poleg bakterij, rast velikega števila protozojev, ki se hranijo z bakterijami, virusi in še posebej z organskimi snovmi."

### Pridobivanje pitne vode
Voda primerna za človekovo uporabo je bila pridobljena iz kondenzacije treh virov: razvlaževalne enote, klimatske naprave in rastlinskih listov. V bistvu so se listi rastlin izkazali za velik in vedno zanesljiv vir vodnih hlapov.
Kondenz je tekel skozi ultravijolično opremo za zagotovitev varnosti.

### Rast pridelka
Pridelek, ki je bil vzgojen v hidroponičnih rastlinjakih Bio doma, je sestavljal užitne rastline (buča, koruza, sirek, paradižnik in druge organske hrane) in neužitne rastline, ki so bile bistveni del procesa za čiščenje zraka. Kompost iz čistilnih naprav je bil dejansko uporabljen kot posrednik za rast.

### Čiščenje zraka
Življenjska območja Bio doma so bila polna rastlin, katerih namen je bil očistiti zrak ogljikovega dioksida. Kot rezultat poskusa je bilo tudi ugotovljeno, da so rastline prečistile zrak sintetičnih plinov, ki jih izpuščajo formaldehid, benzen, toluen in ostali organski plini. V bistvu so rastline vzpostavile in vzdrževale kakovost zraka v prostoru.

## Druge študije
Kot rezultat študije prečiščevanja zraka je neznan študent preživel nekaj časa v Bio domu. Študent, ki je uporabljal kapacitete Bio doma, se ni pritožil nad kakovostjo zraka.